# طول بلانك
في الفيزياء، يمثل طول بلانك الذي يرمز له ℓP وحدة طول، مساوية لـ 1.616252×10−35 متر. يعتبر وحدة أساسية في نظام وحدات بلانك. يمكن تعريف طول بلانك من الثوابت الفيزيائية الأساسية الثلاثة: سرعة الضوء في الفراغ، ثابت بلانك، وثابت الجذب العام.

## القيمة
يعرف طول بلانك على أنه:
{\displaystyle \ell _{P}={\sqrt {\frac {\hbar G}{c^{3}}}}\approx 1.616252(81)\times 10^{-35}{\mbox{ meters}}}

## دلالته الفيزيائية
لا توجد بعد دلالة فيزيائية لهذا الثابت، نظراً لأن طول بلانك هو الطول الوحيد الذي يمكن بناؤه من الثوابت c, G, وħ، يقترح التحليل البعدي بأن الأطوال ذات الدلالة الفيزيائية في الثقالة الكمومية بأن لها أطوال محتمل أن تكون من مضاعفات طول بلانك.
تعتبر مساحة بلانك، مساوية لمربع طول بلانك، ذات دور أوضح في الثقالة الكمومية. إنتروبيا الثقب الأسود يعتقد بأن لها {\displaystyle A/4\ell _{P}^{2}} حيث A مساحة أفق الحدث. كما يعد الفعل في نظرية الأوتار بأن تكون متناسبة مع مساحة ورقة عالم الوتر، وأن المساحة قد تكون كمات في الثقالة الكمومية الحلقية.

## التاريخ
في عام 1899، اقترح ماكس بلانك وجود بعض الوحدات الطبيعية الأساسية للطول والكتلة والوقت والطاقة، وقد استخلصها باستخدام التحليل البعدي، باستخدام ثابت الجاذبية لإسحاق نيوتن فقط وسرعة الضوء و «وحدة العمل»، والتي أصبحت فيما بعد ثابت بلانك. الوحدات الطبيعية التي اشتقها أصبحت تعرف باسم «طول بلانك» و«كتلة بلانك» و«زمن بلانك» و«طاقة بلانك».

## الأهمية النظرية
طول بلانك هو المقياس الذي يُعتقد أن تأثيرات الجاذبية الكمومية تبدأ في الظهور عنده، حيث تتطلب التفاعلات تحليل نظرية الجاذبية الكمية. منطقة بلانك هي المنطقة التي يزداد بها سطح الثقب الأسود الكروي عندما يبتلع الثقب الأسود جزءًا واحدًا من المعلومات. لقياس أي حجم بطول بلانك، يحتاج زخم الفوتون إلى أن يكون كبيرًا جدًا بسبب مبدأ الريبة الخاص هايزنبيرغ، كما أن الكثير من الطاقة في مثل هذه المساحة الصغيرة من شأنها أن تخلق ثقبًا أسود صغيرًا يكون قطر أفق الحدث الخاص به مساوياً لطول بلانك.
يُعرف الدور الرئيسي في الجاذبية الكمية بواسطة مبدأ عدم اليقين {\displaystyle \Delta r_{s}\Delta r\geq \ell _{P}^{2}} حيث {\displaystyle r_{s}} هو نصف قطر شفارتزشيلد، و{\displaystyle r} هو الإحداثي القطبي، و{\displaystyle \ell _{P}} هو طول بلانك. مبدأ الريبة هذا هو شكل آخر من أشكال مبدأ الريبة لهايسنبرغ بين الزخم والتنسيق كما هو مطبق على مقياس بلانك. في الواقة، يمكن كتابة النسبة على النحو التالي:{\displaystyle \Delta (2Gm/c^{2})\Delta r\geq G\hbar /c^{3}} حيث {\displaystyle G} هو ثابت الجاذبية، و{\displaystyle m} هو كتلة الجسم، و ({\displaystyle c} هو سرعة الضوء، و{\displaystyle \hbar } هو ثابت بلانك. للحد من الثوابت المتطابقة للجانبين، نحصل على مبدأ الريبة لهايسنبرغ (معادلة). مبدأ الريبة {\displaystyle \Delta r_{s}\Delta r\geq \ell _{P}^{2}} يتنبأ بظهور الثقوب السوداء الافتراضية والثقوب الدودية على مقياس بلانك. أي محاولة لبحث احتمال وجود مسافات أقصر -عن طريق إجراء تصادمات ذات طاقة أعلى- ستؤدي حتماً إلى إنتاج الثقب الأسود. اصطدامات ذو الطاقة الأعلى -بدلاً من تقسيم المواد إلى قطع أصغر- ستُنتج ببساطة ثقوبًا سوداء أكبر. النقص في {\displaystyle \Delta r} سيؤدي للزيادة في (رمز) والعكس.
أحيانًا ما يُفهم طول بلانك على أنه الحد الأدنى لطول الزمكان، ولكن هذا غير مقبول من قبل الفيزياء التقليدية، لأن هذا يتطلب انتهاك أو تعديل تناظر لورنتز. ومع ذلك، فإن بعض نظريات الجاذبية الكمومية الحلقية تحاول تحديد الحد الأدنى للطول بمقياس طول بلانك ولكن ليس بالضرورة طول بلانك نفسه أو محاولة تأسيس طول بلانك كملاحظة ثابتة، والمعروفة باسم مضاعفة النسبية الخاصة.
سلاسل نظرية الأوتار مصاغة حسب ترتيب طول بلانك. في نظريات الأبعاد الإضافية الكبيرة، ليس لطول بلانك أي أهمية جسدية أساسية، وتظهر تأثيرات الجاذبية الكمومية في موازين أخرى.

## طول بلانك والهندسة الإقليدية
طول بلانك هو الطول الذي تشوه فيه التذبذبات الصفر كمية لمجال الجاذبية تمامًا الهندسة الإقليدية. يقوم حقل الجاذبية بتذبذبات ذات نقطة صفرية، كما تتذبذب الهندسة المرتبطة به. دعونا نقدر ترتيب الطول الموجي للتذبذبات الجاذبية الصفرية التي تصبح فيها الهندسة على عكس الهندسة الإقليدية تمامًا. تُحدد درجة الانحراف {\displaystyle \zeta } للهندسة من الهندسة الإقليدية في مجال الجاذبية بواسطة نسبة جهد الجاذبية {\displaystyle \varphi } ومربع سرعة الضوء {\displaystyle c}: {\displaystyle \zeta =\varphi /c^{2}}. عندما {\displaystyle \zeta \ll 1} تكون الهندسة قريبة من الهندسة الإقليدية، وعند {\displaystyle \zeta \sim 1} تختفي كل التشابهات. طاقة تذبذبات المقياس {\displaystyle l} مساوية لـ {\displaystyle E=\hbar \nu \sim \hbar c/l}. جهد الجاذبية الذي وُجد بواسطة الكتلة m، عند هذا الطول {\displaystyle c/l}، حيث {\displaystyle G} هو ثابت الجاذبية. بدلًا من الكتلة، يجب أن نستبدل الكتلة، والتي تتوافق مع الطاقة طبقًا لتكافؤ كتلة-طاقة {\displaystyle \varphi =Gm/l}. نحصل على {\displaystyle \varphi =GE/l\,c^{2}=G\hbar /l^{2}c}. والقسمة على {\displaystyle c^{2}}، نحصل على قيمة الانحراف {\displaystyle \zeta =G\hbar /c^{3}l^{2}=\ell _{P}^{2}/l^{2}}. عند {\displaystyle \zeta =1}، نحصل على الطول الذي عنده تُشوه الهندسة الإقليدية تمامًا، يكون مساويًا لطول بلانك {\textstyle \ell _{P}={\sqrt {G\hbar /c^{3}}}\approx 10^{-35}\mathrm {m} }.